# Alloeochaete geniculata
Alloeochaete geniculata är en gräsart som beskrevs av Kabuye. Alloeochaete geniculata ingår i släktet Alloeochaete och familjen gräs. Inga underarter finns listade i Catalogue of Life.